# Irene Oskarsson
Irene Ulla Elisabeth Oskarsson, under en tid Lundberg, född 10 januari 1965 i Linderås församling i Jönköpings län, är en svensk politiker (kristdemokrat). Hon var riksdagsledamot (statsrådsersättare) 2006–2014, invald för Jönköpings läns valkrets.
Oskarsson var kommunalråd i Aneby kommun från 1999 till 2002. År 2006 kom hon in i riksdagen som ersättare för statsrådet Maria Larsson. I riksdagen var hon ledamot i miljö- och jordbruksutskottet 2009–2014 (dessförinnan suppleant i samma utskott från 2006). Hon var även suppleant i EU-nämnden, försvarsutskottet och trafikutskottet.
Hon gifte sig första gången 1986 med Ulf Lundberg (född 1959) och andra gången med Göran Tranell (född 1958).